# 長體瓦鰈
長體瓦鰈（学名：Poecilopsetta praelonga），又名長吻瓦鰈;扁魚、皇帝魚、半邊魚、比目魚，为輻鰭魚綱鰈形目鰈亞目瓦鰈科瓦鰈屬下的一个种，分布於印度西太平洋區，包括印度、斯里蘭卡、印尼、台灣、中國、澳洲西北部海域，棲息深度216-714公尺，棲息深度17.5公分，棲息在底層水域，以底棲生物為食，生活習性不明。